# Дисторшън
 Тази статия е за музикалния термин.  За термина в оптиката вижте  Дисторсия.  
Дисторшън (на английски: distortion; на латински: distorto – буквално: „изкривяване, деформация“) е китарен ефект, използван при свирене на електрическа китара, който изкривява звука с цел постигане на по-тежко и мощно звучене, като запазва правилността на тона. Използва се най-вече в рок и метъл музиката. Съществуват различни видове дисторшън (или още дистерни ефекти), в зависимост от тяхната мощ, степен на изкривяване и желаното звучене.
Една от неофициалните версии за историята на дистерните ефекти гласи, че те са открити от китариста Джими Пейдж, след като по време на концерт лампите в усилвателя на китарата му прегряли и предизвикали изкривяване на звука, което допаднало на музиканта. Всъщност с лампов усилвател дисторшън ефект се постига като от усилвателя просто се изкарва по-силен от нормалния за него звук. На този принцип е звукът на Кинкс от средата на 60-те години на 20 век.
Най-често се използват три типа дисторшън ефекти – овърдрайв, дисторшън и фъз, като първият е с по-меки и слаби изкривявания и наподобява звука на максимално усилен лампов усилвател, а при втория звукът е много по-изкривен (има и корекции). Третият е наречен „мъхнатост“ и придава пукащ и хрупащ тон на китарата.